# The Beatles Story
The Beatles Story è un museo situato a Liverpool incentrato sulla storia dei Beatles. Collocato nello storico Albert Dock, il museo è di proprietà di Mersey Ferry, il servizio traghetti della città gestito da Merseytravel. The Beatles Story contiene delle riproduzioni di alcuni luoghi iconici della band, tra cui il The Casbah Coffee Club, il The Cavern Club e gli Abbey Road Studios, oltre ad alcuni oggetti storici dei Beatles, come gli occhiali di John Lennon e la prima chitarra di George Harrison. Il museo, inoltre, illustra la storia della British invasion e le carriere soliste di ogni componente della band. Nel 2015, il museo è stato riconosciuto come una delle migliori attrazioni turistiche del Regno Unito. Prima del The Beatles Story, la città ha ospitato altri musei celebrativi della band, ossi il Cavern Mecca dal 1981 al 1984 e il Beatles City dal 1984 sino al 1986.

## Galleria d'immagini

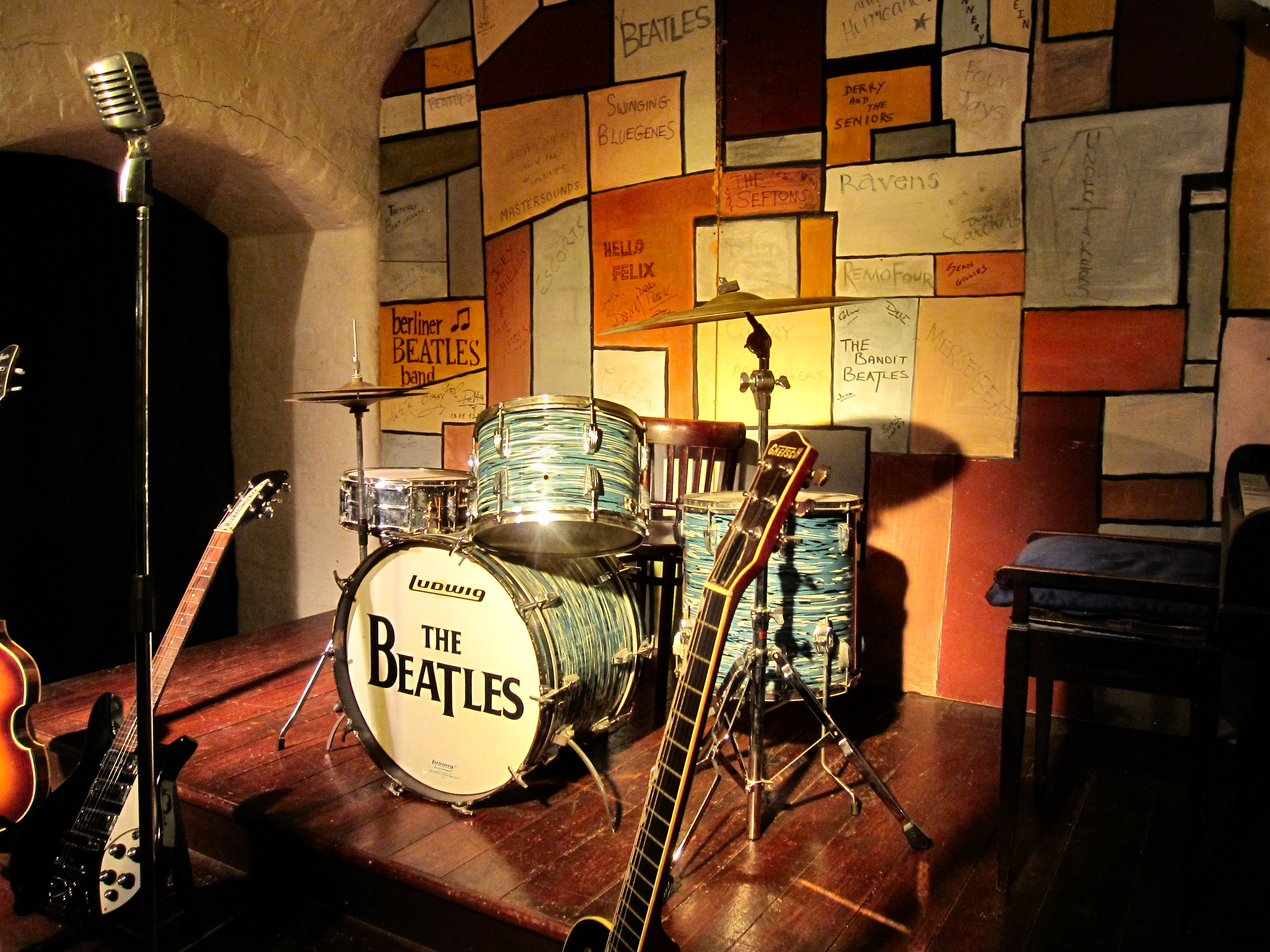
Riproduzione del palco utilizzato dai Beatles al Cavern Club
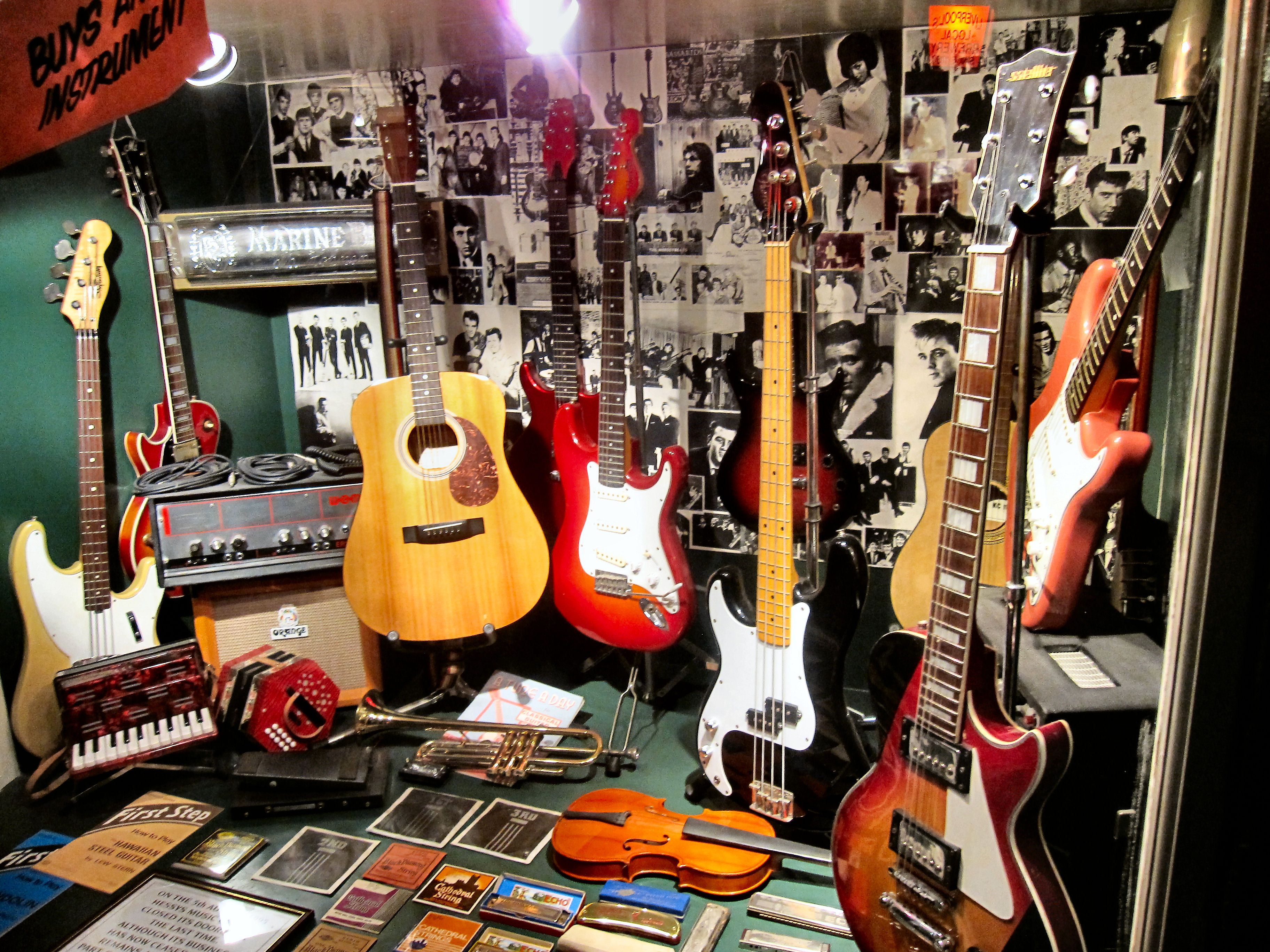
Rproduzione del negozio di strumenti musicali in cui i Beatles acquistarono i loro strumenti
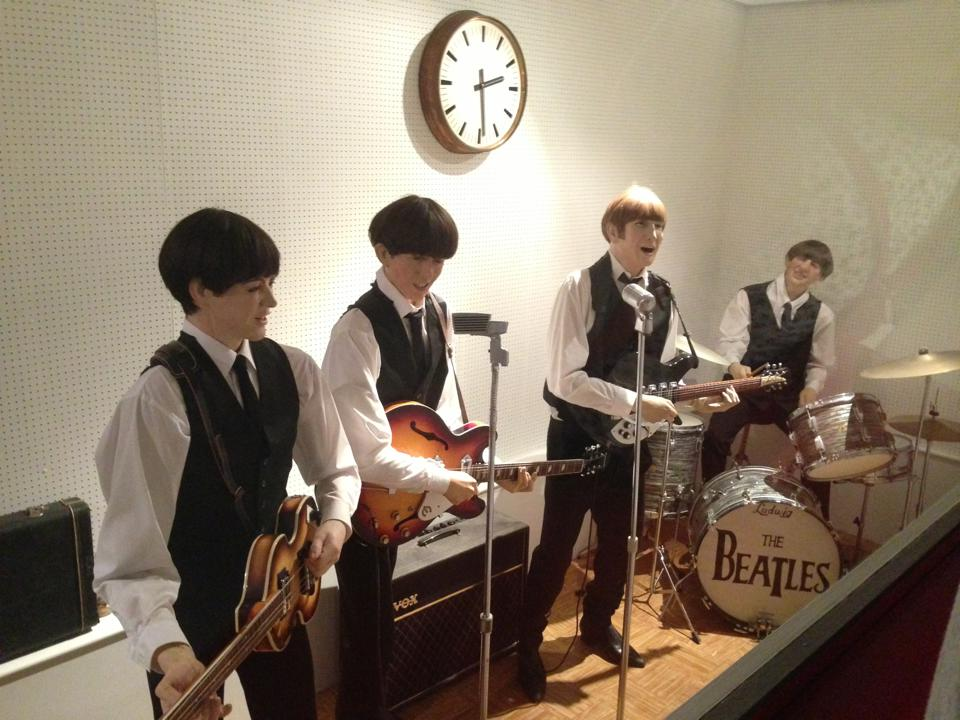
I Beatles
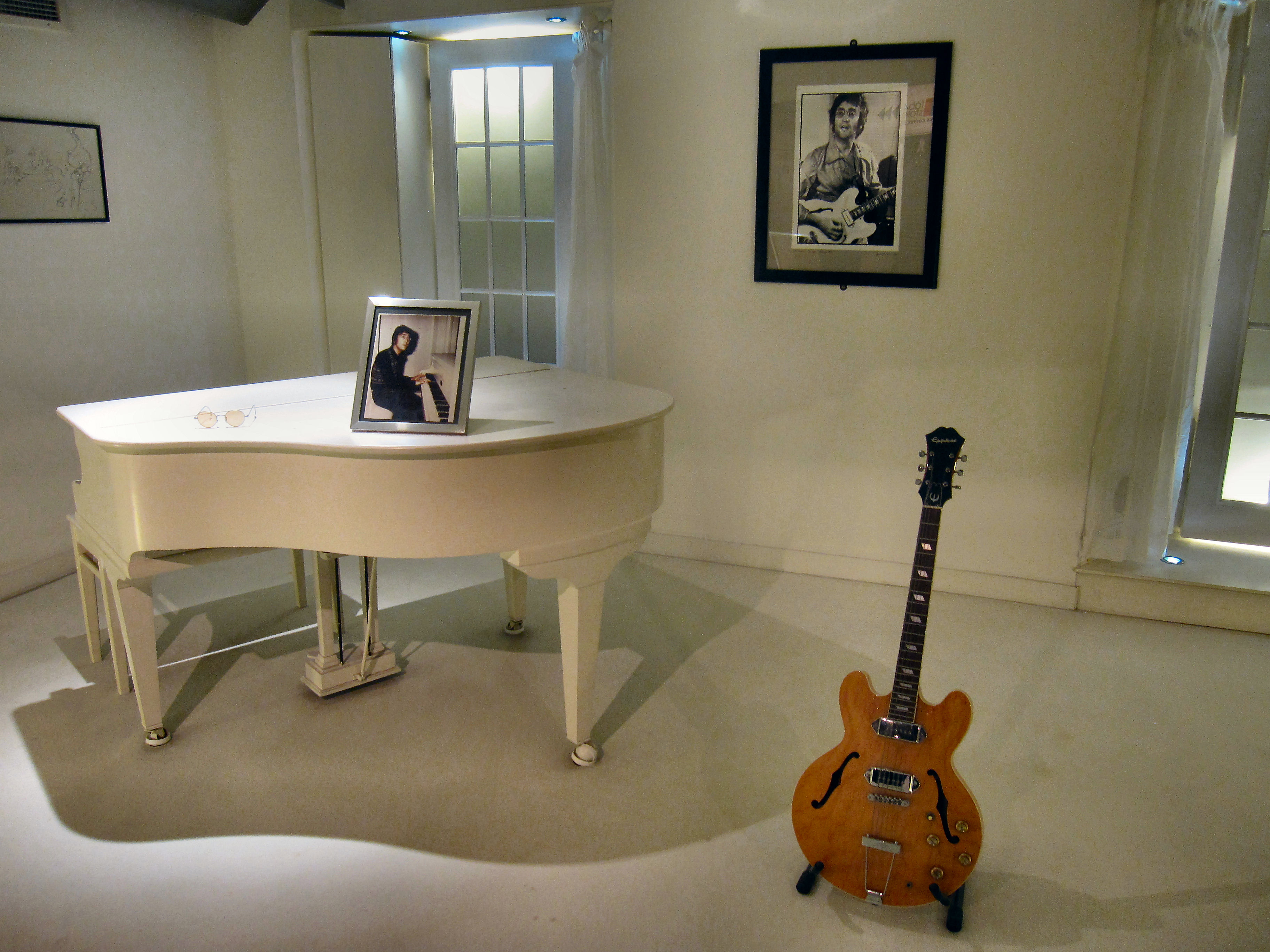
Riproduzione della stanza dove John Lennon scrisse il brano Imagine